# Biblia Świętego Przymierza
Biblia Świętego Przymierza to polski przekład wybranych ksiąg Pisma Świętego dokonany przez Andrzeja Dorocińskiego, opublikowany w 2024 roku przez wydawnictwo Pan Wydawca w formie elektronicznej i drukowanej [1][2][3] . Tłumacz jest związany z organizacją Świadków Jehowy. 
Przekład został wykonany bezpośrednio z języka greckiego, z odniesieniami do oryginalnych słów i ich wyjaśnieniem [1]. Wydanie obejmuje trzy księgi: Ewangelię według Mateusza,  List do Filipian oraz List do Kolosan [3]. Liczy 112 stron i jest dostępne w formatach PDF, ePub oraz Mobi [2].
Według opisu wydawcy, celem tłumaczenia było przybliżenie czytelnikowi znaczenia oryginalnych, greckich słów przez zestawienie ich z polskim przekładem i komentarzami [2]. Publikacja ma charakter praktyczny – omawiane w niej nauki odnoszą się do codziennego życia, zdrowia, relacji międzyludzkich oraz rodziny [3].
Geneza i kontekst
Praca nad przekładem rozpoczęła się w bliżej nieokreślonym czasie. Autor kierował się zarówno zainteresowaniem tekstem greckim, jak i chęcią przedstawienia go w sposób zrozumiały dla współczesnego odbiorcy [2].
Recepcja
Dotychczas nie odnotowano recenzji naukowych ani artykułów prasowych omawiających ten przekład. Może to wynikać z jego niedawnego wydania i ograniczonej dystrybucji. W przyszłości możliwe jest dodanie omówień z mediów religijnych, akademickich lub literackich.
Wydania i dostępność
Biblia Świętego Przymierza dostępna jest w sprzedaży internetowej w takich serwisach jak Księgarnia PWN, Ebookpoint, Empik, Gandalf i Woblink [1][2][3][4][5].
Przypisy
[1] Księgarnia PWN – opis książki: https://ksiegarnia.pwn.pl/Biblia-Swietego-Przymierza,1117484066,p.html
[2] Ebookpoint – opis książki: https://ebookpoint.pl/ksiazki/biblia-swietego-przymierza-andrzej-dorocinski,e_4hu6.htm
[3] Empik – opis książki: https://www.empik.com/biblia-swietego-przymierza-ewangelia-mateusza-list-do-koryntian-list-do-kolosan-andrzej-dorocinski,p1506056209,ksiazka-p
[4] Woblink – opis książki: https://woblink.com/ebook/biblia-swietego-przymierza--347087u
[5] Gandalf – opis książki: https://www.gandalf.com.pl/e/biblia-swietego-przymierza/